# ستيفن (ملك إنجلترا)
 ستيفن ملك إنجلترا  (بالإنجليزية: Stephen of England)‏ (تقريبًا 1096–25 أكتوبر 1154)، والذي يعرف أيضًا بـ  ستيفن كونت بلوا . حفيد ويليام الفاتح من خلال ابنته إديلا، وملك إنجلترا من عام 1135 وحتى وفاته. اتسمت فترة حكمه بنشوب حرب أهلية مع ابنة عمه ومنافسته الإمبراطورة ماتيلدا، وهي الفترة التي تعرف باسم «سنوات الفوضى». خلفه ابن ماتيلدا هنري الثاني، وأول ملوك أسرة بلانتاجينيه.
وُلد ستيفن في كونتية بلوا وسط فرنسا. توفي والده، الكونت ستيفن هنري، عندما كان ستيفن طفلًا، فتربى على يد والدته، إديلا، ابنة ويليام الفاتح. زادت أهمية ستيفن مع خدمته في بلاط خاله هنري الأول ملك إنجلترا، وحصل على العديد من الامتيازات من بينها الحصول على مساحات واسعة من الأراضي. تزوج ستيفن من ماتيلدا من بولوني، وورث المزيد من العقارات في كنت وبولوني سور مير ما جعل من الثنائي أحد أغنى الثنائيات في إنجلترا. نجا ستيفن بأعجوبة من حادثة غرق السفينة البيضاء عام 1120، التي توفي فيها ابن الملك هنري الأول ووريثه الشرعي الوحيد وليام أديلين. ظل منصب وريث الملك الإنجليزي، بعد وفاة ويليام أديلين، شاغرًا، ومع ذلك عبر ستيفن مباشرة بعد وفاة الملك هنري الأول في عام 1135 القنال الإنجليزي وتمكن من الاستيلاء على العرش الملكي بمساعدة كل من شقيقه هنري من بلوا، أسقف وينشستر، ورئيس دير غلاستونبري. برر ستيفن حنثه بقسَمه السابق بدعم ابنة الملك هنري الأول، الإمبراطورة ماتيلدا، مبرراً أن الحفاظ على النظام في جميع أنحاء المملكة له أولوية على القسم. 
تمكن ستيفن خلال السنوات الأولى من الحكم، من إدارة شؤون المملكة بنجاح، على الرغم من وقوع سلسلة من الهجمات على ممتلكاته في إنجلترا ونورماندي بقيادة ديفيد الأول ملك اسكتلندا وبمساندة المتمردين الويليزيين وزوج الإمبراطورة ماتيلدا الثاني جيفري الخامس كونت أنجو. في عام 1138، تمرد أخ الإمبراطورة ماتيلدا غير الشقيق روبرت، إيرل غلوشستر الأول على ستيفين مهددًا بإشعال حرب أهلية. اتخذ ستيفن عدة خطوات حازمة للدفاع عن حكمه بمساندة مستشاره المقرب واليرنا دي بومونت، بما في ذلك اعتقال عائلة من الأساقفة لها تأثير قوي على سياسة المملكة. عندما اجتاحت الإمبراطورة المملكة مع روبرت غلوشستر الأول، في عام 1139، لم يتمكن ستيفن من إيقاف الاجتياح بالسرعة المطلوبة، وانتهى به الأمر في منطقة جنوب غرب إنجلترا التي استقر فيها لعدة أشهر. ألقي القبض على ستيفن في معركة لينكولن عام 1141، وتخلى عنه العديد من أتباعه وفقد بعد ذلك السيطرة على منطقة نورماندي. أُطلق سراح ستيفن بعد أن تمكنت زوجته بالتعاون مع وليام (أحد قاتدته العسكريين) من القبض على روبرت في الطريق إلى وينشستر. استمرت الحرب بين الطرفين سنواتٍ عديدة دون أن يتمكن أيٌ من الطرفين من تحقيق انتصار نهائي على حساب الطرف الآخر. 
تزايد اهتمام ستيفن بنقل ملكية العرش إلى ابنه يوستاس بعد وفاته. حاول الملك إقناع الكنيسة بالموافقة على تتويج يوستاس وليًا للعهد لتقوية موقفه، ومع ذلك رفض البابا إيجين الثالث طلب ستيفن، ووجد ستيفن نفسه وسط دوامة من الخلافات المريرة المتزايدة مع كبار رجال الدين. في عام 1153، غزا هنري نجل الإمبراطورة إنجلترا وأسس تحالفًا مع البارونات الإقليميين الأقوياء لدعم مطالبه بتولي العرش. التفى الجيشان التابعان لستيفن وهنري في والينغفورد، على الرغم من رفض بارونات كلا الطرفين لفكرة إشعال حرب ضارية جديدة. بدأ ستيفن بدراسة اتفاقية سلام تفاوضية بعد الموت المفاجئ ليوستاس. وافق هنري وستيفن في وقت لاحق من عام 1153 على توقيع معاهدة وينشستر التي اعترف فيها ستيفن بهنري وريثًا له مقابل تحقيق السلام، متجاوزًا وليام، الابن الثاني لستيفن. توفي ستيفن في العام التالي لتوقيع الاتفاقية. استفاض المؤرخون المعاصرون في دراسة تأثير شخصية ستيفن أو الأحداث الخارجية أو نقاط الضعف في الدولة النورماندية على الحرب الأهلية التي استمرت لفترة طويلة.

## أولى سنوات حياته (1097 – 1135)

### مرحلة الطفولة
وُلد ستيفن في بلدية بلوا في فرنسا، إما في عام 1092 أو في عام 1096. كان والده، ستيفن هنري (ستيفن الثاني)، كونت بلوا وشارتر، نبيلًا فرنسيًا شهيرًا، وأحد قادة الحملة الصليبية الأولى، وكان له دور بسيط جدًا في التأثير على ستيفن في أولى سنوات حياته، اشتهر ستيفن هنري خلال الحملة الصليبية الأولى بالجبن، وعاد إلى بلاد الشام مرة أخرى في عام 1101، بغية إعادة بناء سمعته، إلّا أنّه قُتل في معركة الرملة في عام 1102. كانت والدة ستيفن إديلا نورماندي ابنة وليام الفاتح وماتيلدا من فلاندرز (دوقة نورمادي وملكة إنجلترا) مشهورة بين معاصريها بالصلاح الديني والثروة والموهبة السياسية، وكان لها تأثير أمومي كبير على ستيفن خلال سنوات حياته الأولى.
كانت فرنسا في القرن الثاني عشر مكونة من مجموعة من المقاطعات والأنظمة السياسية الصغيرة غير المترابطة والخاضعة، بشكل اسمي، لسيطرة ملك فرنسا. كانت سلطة الملك مرتبطة بسيطرته على مقاطعة إيل دو فرانس الغنية، والواقعة إلى الشرق من مقاطعة بلوا مسقط رأس ستيفن. تقع في غرب المملكة كونتات مين وأنجو وتوراين، أما دوقية نورماندي التي انطلق منها ويليام الفاتح عام 1066 لغزو إنجلترا فكانت تقع إلى الشمال من بلوا. تحدث الحكام في جميع أنحاء المملكة لغة واحدة مع اختلاف اللهجات، واتبعوا دينًا واحدًا وكانوا مرتبطين فيما بينهم بشكل وثيق، لكنهم كانوا في نفس الوقت شديدي التنافس فيما بينهم، حتى أنهم دخلوا في صراعات على أراضٍ ثمينة وقلاع.
كان لستيفن أربعة أشقاء على الأقل وشقيقة واحدة، بالإضافة إلى احتمال وجود أختين أُخريين غير شقيقتين. كان من المفترض لأخيه الأكبر، وليام، أن يحكم بلوا وشارتر. يعتقد بعض المؤرخون بأن وليام كان معاقًا فكريًا، وبدلًا من تعيينه حاكمًا على كونتية بلوا وشارتر قامت والدته أديلا بنقل حكم الكونتية إلى ابنها الثاني ثيوبالد الثاني الذي أصبح لاحقًا كونت شامبانيا توفي شقيق ستيفن الأكبر، أودو، بعمر مبكرة، قبل أن يتجاوز العشرين من عمره. ومن المحتمل أن يكون شقيقه الأصغر، هنري من بلوا، وُلد بعده بأربع سنوات. شكل الأخوة مجموعة عائلية متماسكة، وشجعت أديلا ابنها تسيفن على تولي منصب الفارس الإقطاعي، بينما حرصت على تسليم ابنها هنري منصبًا في الكنيسة لكي لا تتعارض اهتماماتهما المهنية الشخصية. على غير المعتاد، نشأ ستيفن في منزل والدته بدلًا من إرساله إلى أحد الأقارب لتربيته. تعلم اللغة اللاتينية، وتدرب على ركوب الخيل، ودرس التاريخ الحديث والقصص التوراتية على يد معلمه وليام النورماندي.

### علاقته مع هنري الأول
تأثر ستيفن خلال سنوات حياته الأولى بشكل كبير بعلاقته مع خاله هنري الأول، بحيث استطاع استيلاء على السلطة في إنجلترا بعد وفاة شقيه الأكبر ويليام الأحمر. في عام 1106 غزا هنري دوقية نورماندي واستطاع السيطرة عليها بعد التغلب على جيش أخيه الأكبر روبرت كورتز، في معركة تينشبراي. بعدها وجد هنري نفسه في صراع مع ملك فرنسا لويس السادس، الذي انتهز الفرصة وأعلن وليام كليتو نجل روبرت، دوقًا على نورماندي، فما كان من هنري إلى أن رد بتشكيل شبكة تحالفات مع الكونتات الغربية لفرنسا ضد لويس السادس، ما أدى لاشتعال صراعٍ إقليمي طويل الأمد استمر طوال فترة حياة ستيفن المبكرة. تحالفت أديلا وثيوبالد مع هنري، وقررت والدة ستيفن إشراكه في العمل السياسي في بلاط الملك هنري الأول. في عام 1111، خاض هنري حملته العسكرية التالية على نورماندي، التي عارض المتمردون فيها –بقيادة روبرت من بيليم- حكمه. من المحتمل أن يكون ستيفن قد شارك الملك هنري في حملته العسكرية لعام 1112 عندما منحه الملك لقب «فارس». كان ستيفن يخدم في البلاط الملكي خلال زيارة الملك لدير سان إيفرول عام 1113. من المحتمل أن يكون ستيفن زار إنجلترا لأول مرة إما في عام 1113 أو 1115 كجزء من الوفد التابع للملك هنري الأول.